# Eggermühlen
Eggermühlen település Németországban, azon belül Alsó-Szászország tartományban. Lakosainak száma 1862 fő (2023. december 31.). Eggermühlen Menslage, Berge és Bippen községekkel határos.

## Népesség
A település népességének változása:
| Lakosok száma | 1714 | 1734 | 1749 | 1782 | 1829 | 1862 |
|               | 2016 | 2017 | 2019 | 2021 | 2022 | 2023 |